# Avarie

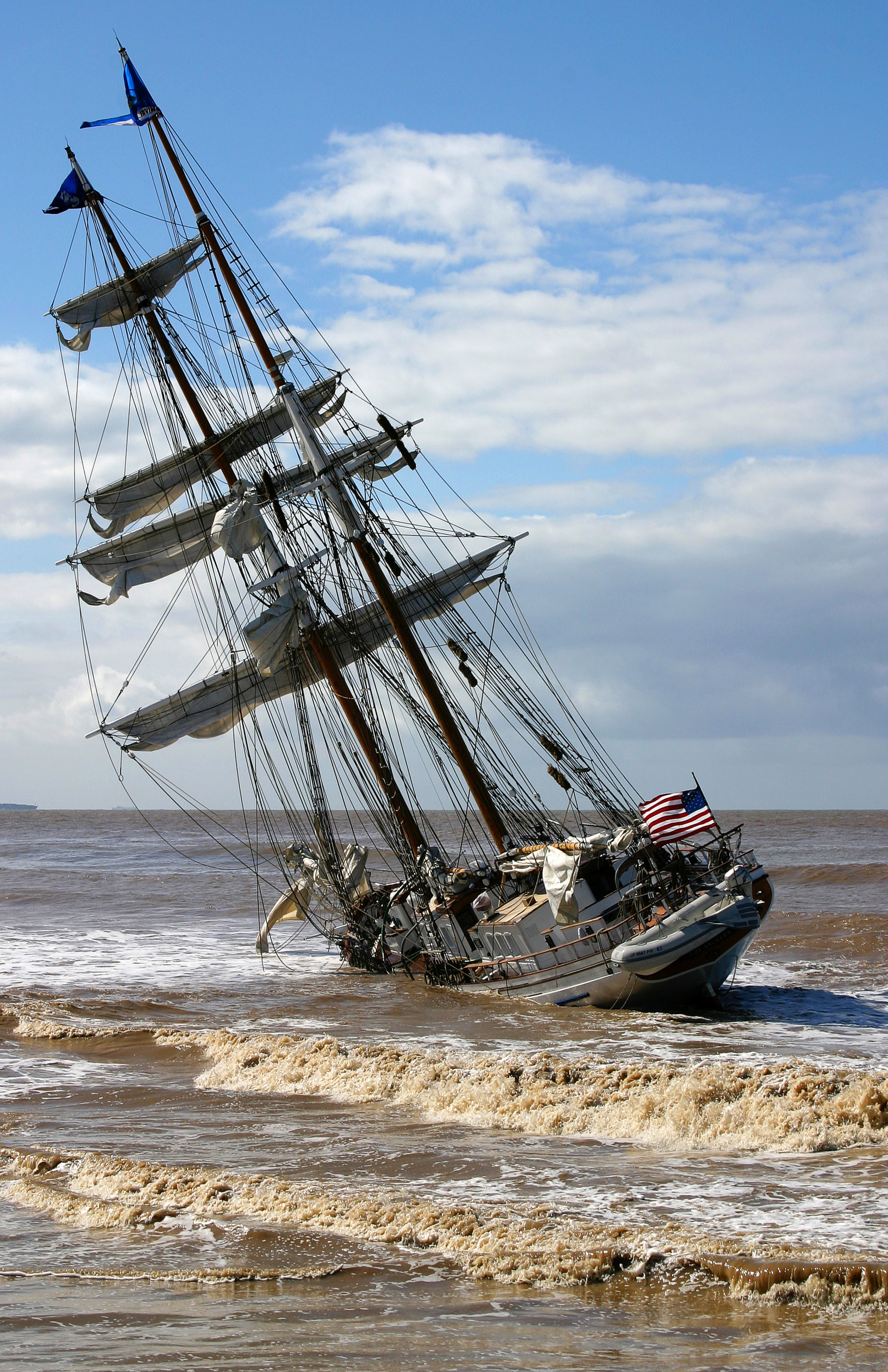
Avarie : Irving Johnston 2005

Une avarie est un terme aujourd'hui utilisé par les marins pour désigner un problème d'origine technique : casse d'une pièce, déchirure d'une voile etc.
Autrefois, le mot désignait à la fois un dommage au navire et le processus de dégradation d'une marchandise contenue par ce navire (devenue avariée, par exemple du blé transporté en bateau et mouillé par les pompes ou de l'eau de mer lors d'une tempête).

## Étymologie
Le mot provient de l'arabe et signifie défaut, imperfection.

## Définitions
Le Dictionnaire de l'Académie française définit le mot avarie comme suit : « Dommage arrivé à un vaisseau, ou aux marchandises dont il est chargé depuis le départ jusqu'au retour » (plusieurs définitions juridiques en ont été faites pour les contrats d'assurance et le droit maritime). et ajoute ; « Il se dit aussi d'Un droit qu'on paye dans un Port ».
Jean-François Féraud dans son Dictionaire critique de la langue française précise qu'il peut aussi s'agir d'une « dépense imprévue  qu'on est obligé de faire pendant le cours du voyage ».